# Rinascimento italiano

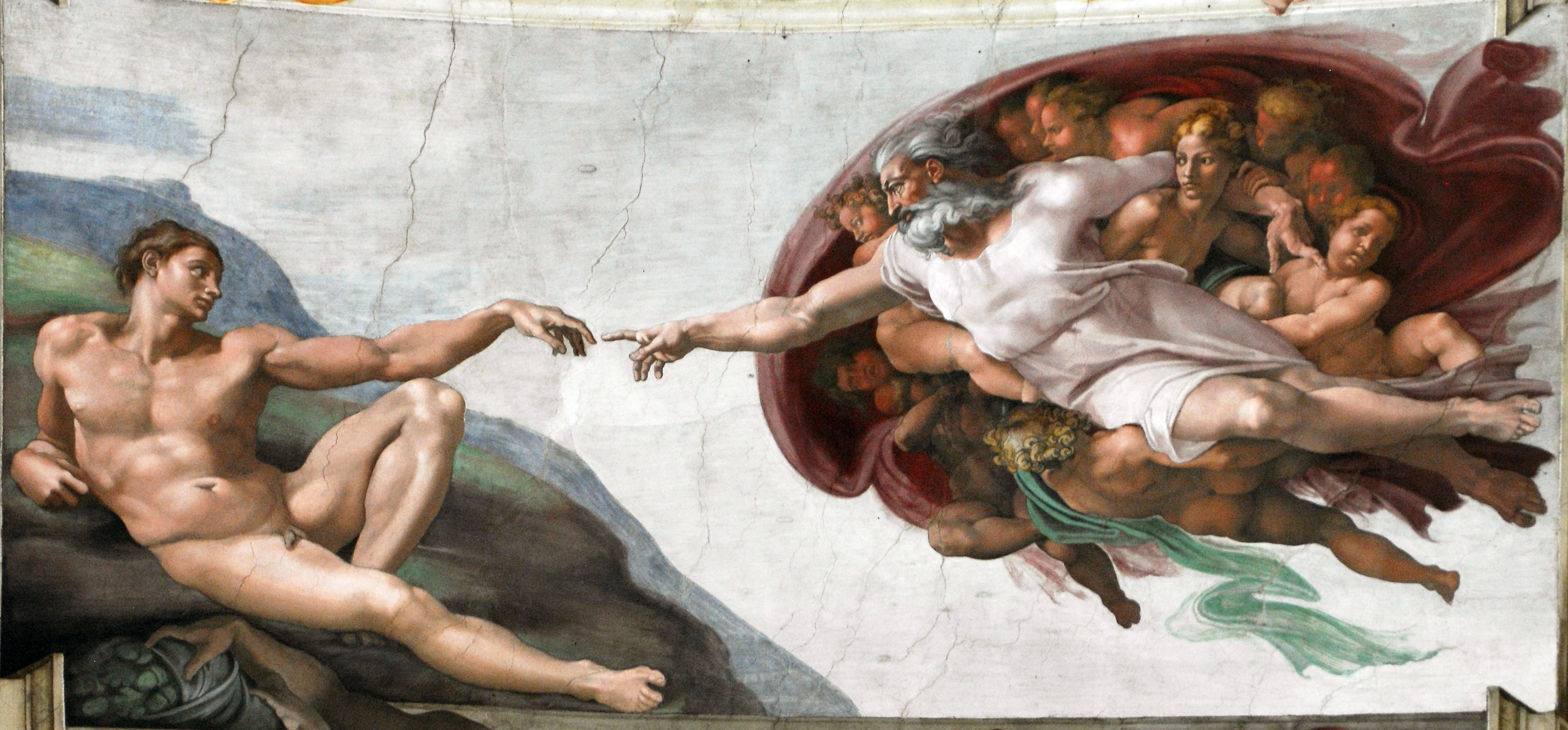
La Creazione di Adamo, una scena della Cappella Sistina di Michelangelo, una delle opere più rappresentative del Rinascimento Italiano.

Il Rinascimento italiano è un periodo di storia della civiltà che ebbe come uno dei centri principali Firenze. Qui ebbe origine il primo umanesimo fiorentino che affermò il primato della vita attiva su quella contemplativa. Da Firenze il nuovo movimento culturale arriverà alla corte napoletana aragonese di Alfonso I, a quella papale di Pio II, il papa umanista, e di Leone X, e a quella milanese di Ludovico il Moro. Politicamente l'Umanesimo, come espressione della borghesia che ha consolidato il suo patrimonio e aspira al potere politico, si accompagna in Italia alla trasformazione dei Comuni in Signorie mentre in Europa gli sviluppi dell'umanesimo rientrano nella formazione delle monarchie nazionali.
Il Rinascimento, come naturale punto di sbocco dell'Umanesimo, nei suoi aspetti specifici si diffuse poi in tutta Europa dalla metà del XIV secolo a tutto il XVI secolo ed ebbe come obiettivo primario il recupero e la rivalutazione della classicità antica come modello della naturalità dell'uomo e dei suoi valori terreni, mettendo in discussione la visione religiosa che aveva influenzato la cultura di tutto il periodo medioevale. Secondo gli umanisti del periodo, le opere classiche durante il medioevo avevano subito forti alterazioni interpretative, dalle quali dovevano essere liberate.
L'intellettuale del rinascimento non si limitò, come nel precedente umanesimo, a uno studio teorico dell'opera classica, ma volle invece trarne esempio per volgerlo alla sperimentazione pratica.
Il Rinascimento è anche un momento di particolare fioritura delle arti e delle lettere, caratterizzate le prime dallo sviluppo di alcune forme e tecniche come la prospettiva e la pittura a olio, e le seconde dalla filologia e dal culto per le humanae litterae (la letteratura classica ispirata dal concetto della humanitas da dove nasce il termine umanesimo) liberate dalle incrostazioni delle divinae litterae medioevali dove prevalevano interessi religiosi.

## Il rapporto con il Medioevo
Gli studiosi hanno ampiamente dibattuto il tema del rapporto tra il Rinascimento e il Medioevo. Jacob Burckhardt sostiene la tesi della discontinuità rispetto al Medioevo, sottolineando come l'uomo medievale non abbia secondo lui alcun valore se non come membro di una collettività o di un ordine, mentre solo nel Rinascimento avrebbe preso avvio in Italia un atteggiamento, segnato dalla nascita delle signorie e dei principati, più libero e individualistico da parte dell'uomo nei confronti della politica e della vita in generale.
Al contrario Konrad Burdach, massimo sostenitore della continuità tra Medioevo e Rinascimento, ritiene che non vi sia nessuna rottura fra i due periodi, i quali costituiscono dunque un'unica grande epoca. Burdach afferma che non vi fu nessuna svolta, e se proprio si vuole parlare di rinascita bisogna addirittura risalire all'anno Mille; egli annota infatti che i temi della Riforma luterana erano già contenuti nelle eresie medioevali, e che Medioevo e Rinascimento hanno una stessa fonte in comune: il mondo classico.

## Umanesimo e Rinascimento italiano

L'Italia nel 1494.

L'Umanesimo e il Rinascimento non sono nettamente separati, l'uno confluisce nell'altro pur avendo caratteristiche diverse:
- l'Umanesimo è prevalentemente letterario e precede il Rinascimento.

Vengono riscoperti i classici latini e torna in auge lo studio del greco. Ancor prima della caduta di Costantinopoli (1453) infatti, iniziò l'esodo di molti dotti bizantini che in massima parte si rifugiarono in Italia, contribuendo alla diffusione della lingua e della cultura elleniche dopo un millennio circa di abbandono. Fra questi ultimi va senz'altro citato il celebre cardinale Bessarione che nel 1440 si trasferì prima a Firenze, poi, in via definitiva, a Roma.
- I testi classici con la nascita della nuova scienza della filologia sono riportati alla loro autenticità testuale e vengono interpretati in modo diverso dalla tradizione medioevale, non più attraverso l'uso di metafore di significato quasi esclusivamente religioso, ma anche e soprattutto facendo riferimento diretto al mondo terreno dell'uomo.

L'Umanesimo-Rinascimento ha alla base una nuova visione dell'uomo, non più legato solo alla divinità ma come essere naturale, che si muove liberamente nell'ambiente in cui vive e agisce. La natura, campo d'azione privilegiato dell'uomo, non è più corrotta dal peccato: si può quindi ben operare nel mondo e trasformarlo con la propria volontà.
Tale natura, pur se libera da considerazioni religiose troppo anguste, libera dal peccato, spesso viene vissuta con un senso di tristezza e di rimpianto che contrasta con quello, squisitamente naturalistico, del mondo classico.

Così Lorenzo il Magnifico piange la giovinezza che fugge e avverte il senso della morte incombente da esorcizzare con i piaceri della gioventù: 

## Il senso della morte

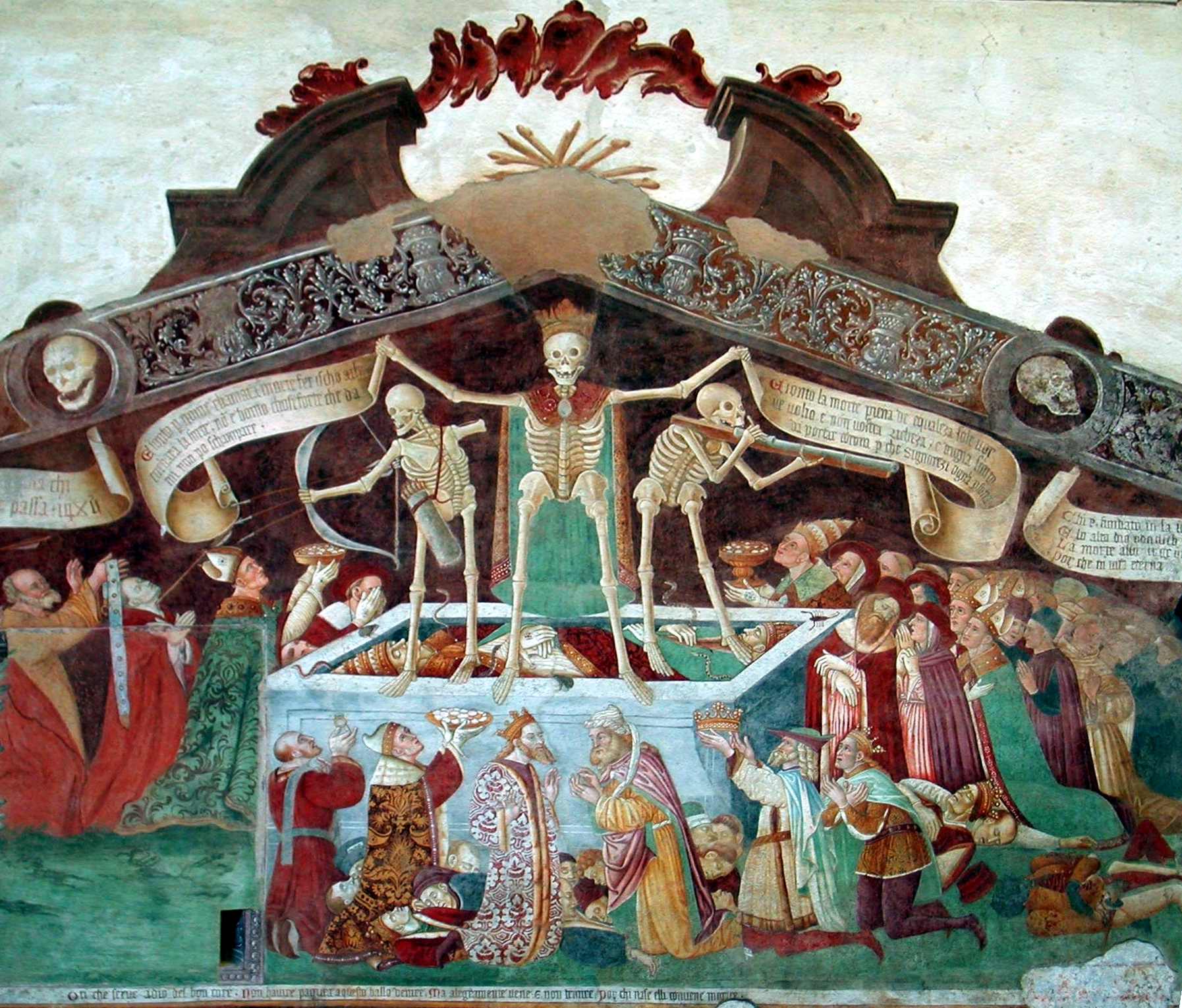
Il Trionfo della Morte a Clusone

La vita concepita solo naturalisticamente porta con sé lo spettro della fine del piacere della vita.
La morte appare ora come fine naturale di una vita tutta naturale.
Negli uomini di questa età c'è un'angoscia che il mondo medioevale risolveva religiosamente: svalutando la vita corporea in vista dell'aldilà, si svalutava anche la morte che diveniva un passaggio ad una vita migliore. Per i "moderni" la morte è invece la fine di tutto.
Questo senso della morte così inteso lo ritroviamo nelle raffigurazioni pittoriche delle danze macabre. Qui vengono rappresentate tutte le classi sociali in ordine gerarchico e ciascuno dei ballerini dà la mano a uno scheletro e tutti insieme intrecciano una danza.
Questo non vuol dire semplicemente che la morte eguaglia tutti gli uomini senza tener conto della loro condizione sociale, ma vuole far intendere soprattutto che la vita è sullo stesso piano della morte.
La vita e la morte si danno la mano e insieme ballano perché tutto è futile e senza senso come una danza dove si procede senza una meta precisa, senza uno scopo se non quello di danzare. La vita come un ballo, una giravolta vertiginosa che finisce quando la musica tace e si spengono le luci.

## Al di là della morte, la gloria immortale
Questo mito della morte porta quindi ad un'altra caratteristica di quest'età: la ricerca della gloria con la quale si tenta di assicurarsi la sopravvivenza oltre la morte.
Una gloria che alcuni, ancora legati allo spirito cavalleresco medioevale, ricercano compiendo grandi imprese di guerra, altri invece, "uomini nuovi", fissano la loro grandezza nel marmo o nelle pareti affrescate.
La ritrattistica, fiorente in quest'età, ha appunto lo scopo di esaltare la persona e lasciarla viva nel ricordo dei posteri.
Nell'opera d'arte vivranno di vita imperitura sia il ricco mecenate che ha voluto l'opera nella quale egli stesso raffigurato continuerà a vivere quasi fisicamente nei colori e nel marmo, sia, e soprattutto l'artista che vivrà per sempre nel bello che ha realizzato. L'uno si è assicurato il ricordo dei posteri con il suo denaro, l'altro con la sua arte.
Ma tra tutte le forme d'arte quella che assicura una più lunga sopravvivenza è la poesia che come dice Francesco Petrarca, riprendendo Orazio, innalza monumenti più duraturi del bronzo.

## I moderni
Gli uomini del '400 sono coscienti di essere diversi da quelli del passato: essi sono i moderni rispetto agli uomini del medioevo, gli antichi, da cui vogliono distaccarsi ma a cui in realtà sono ancora legati.
È in questo periodo che nasce la considerazione del Medioevo come di un'età oscurantista a cui i rinascimentali oppongono la loro età moderna.
L'uomo del Medioevo sta con i piedi sulla terra ma guarda al cielo, c'è una dimensione verticale dell'uomo, nell'Umanesimo la dimensione diventa orizzontale.
C'è in loro un senso della concretezza, dell'azione decisa, che del resto era presente anche in uomini del passato ma non era mai stata teorizzata come lo sarà adesso.
La visione realistica della storia per esempio era già presente come attestano le cronache del Villani che rappresenta realisticamente le condizioni negative di Firenze, ma il tutto era inserito in una prospettiva teologica: per lo storico medioevale i mali di Firenze sono da riportare ai peccati dei Fiorentini; ora invece la considerazione della storia è per alcuni tutta umana, la prospettiva teologica non ci sarebbe più: per Machiavelli, storico moderno, infatti le cause delle sciagure di Firenze non sono più religiose ma esclusivamente politiche.

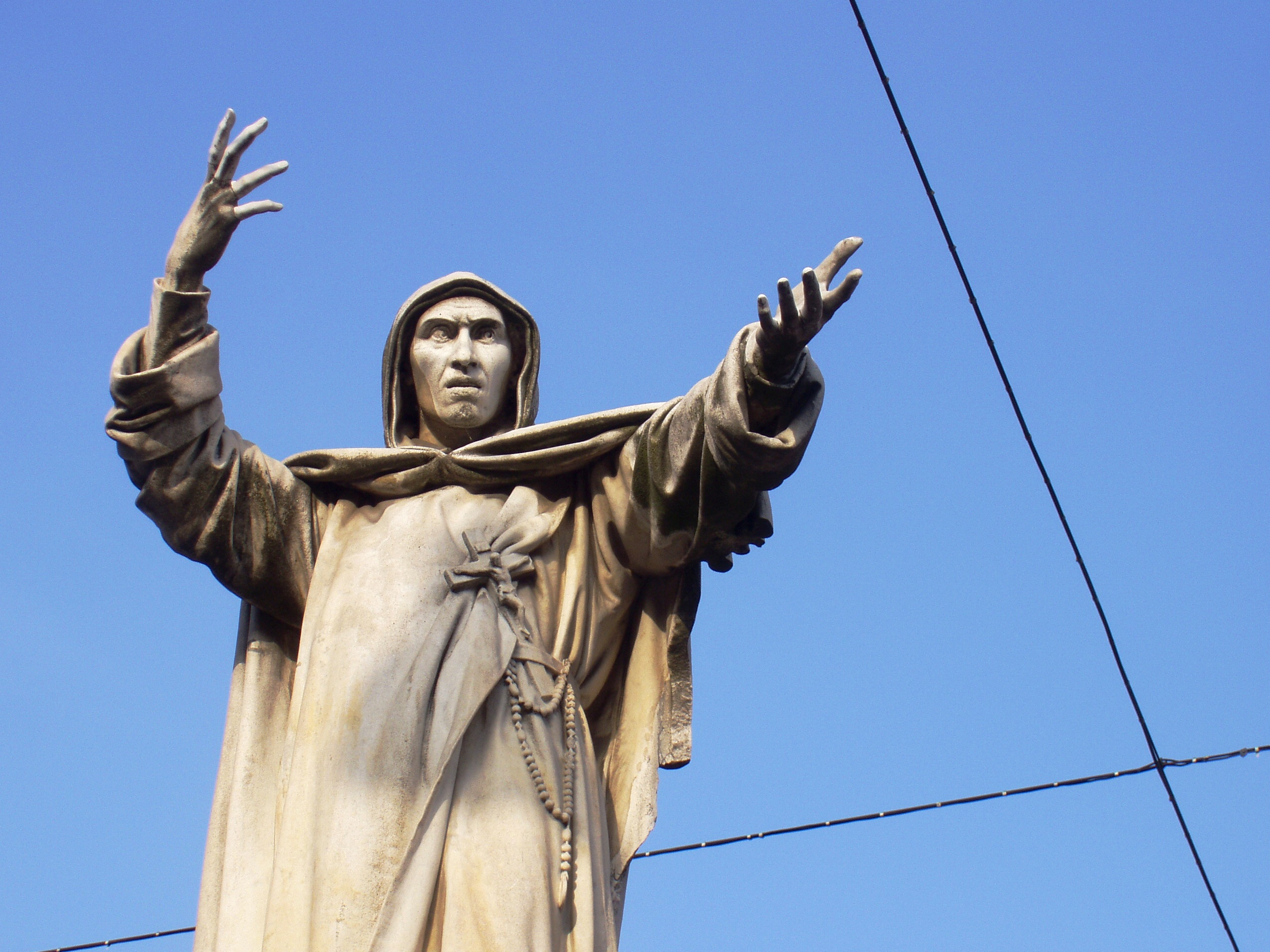
Statua di Girolamo Savonarola

Nel Rinascimento ci fu una reviviscenza del sentimento religioso medioevale con Girolamo Savonarola, l'autore del famoso falò delle vanità il 7 febbraio 1497 a Firenze. Egli fece proclamare Gesù Cristo re del popolo, organizzando la repubblica fiorentina sul modello di quella veneziana con una più ampia partecipazione dei cittadini al governo politico. Istituì aiuti per i poveri e predicò un rigido moralismo: 
(Girolamo Savonarola, Prediche)

## La politica: la nuova scienza naturale

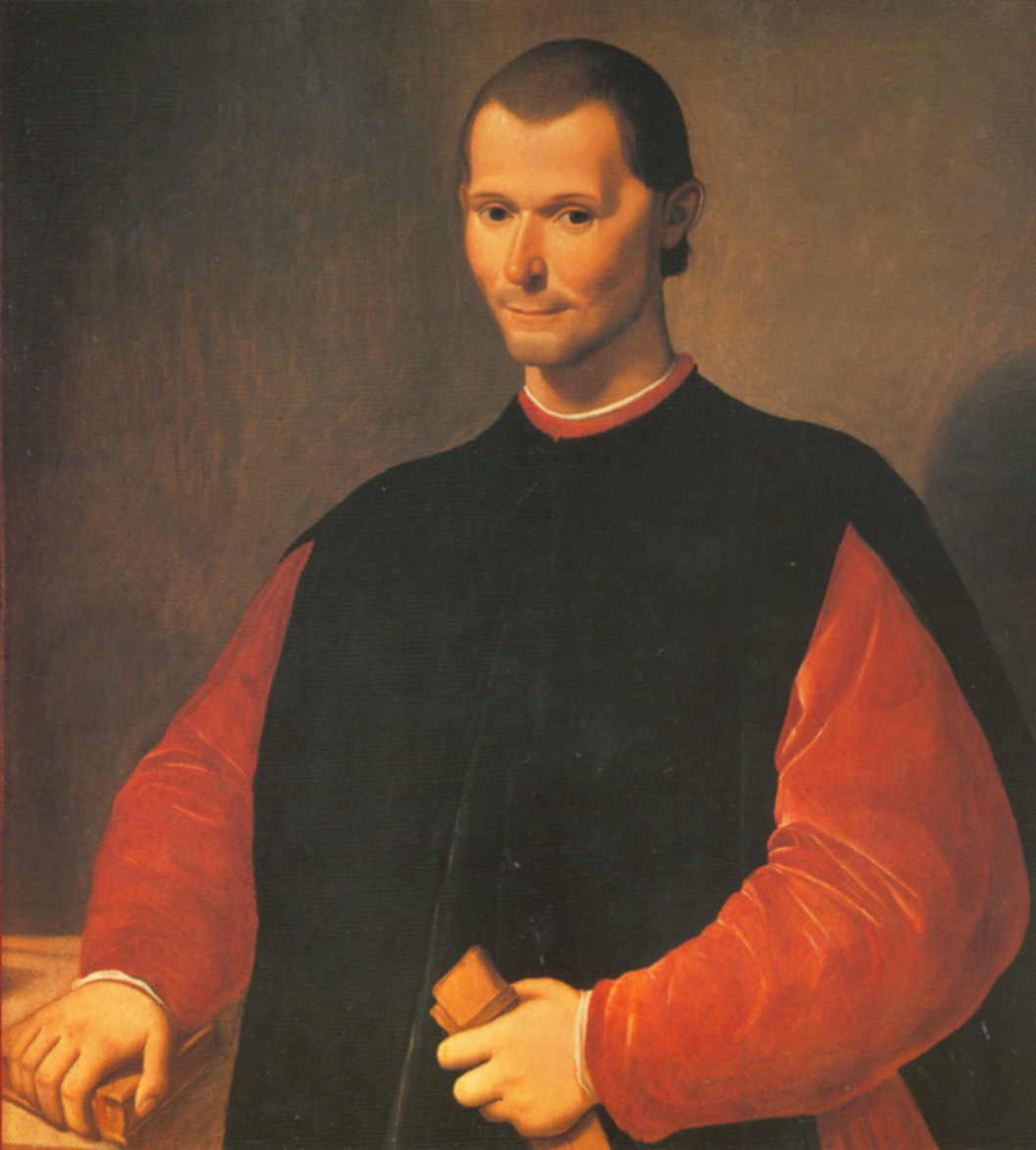
Niccolò Machiavelli

I sofisti per primi intesero l'uomo nella sua essenza naturale e si interessarono dell'ambiente naturale in cui vive l'uomo: la città, lo stato. Per primi teorizzarono il comportamento morale e politico dell'uomo come essere naturale e ne trassero cinicamente le conseguenze.
Niccolò Machiavelli ha una visione tutta naturale dell'uomo nella sua concezione storicistica e naturalistica assieme della realtà umana. La storia umana è ciclica, si svolge lungo un cerchio dove tutto si ripete allo stesso modo come nella storia circolare della natura.
Questa è l'originalità della nuova scienza politica, di cui Machiavelli è consapevole: egli tratta non del dover essere, come i politici del passato, ma dell'essere. Per questo la politica ha una sua logica naturale, cioè quella di considerare la realtà per quello che è, non quella che noi vorremmo che fosse, ed è quindi inutile cercare ottimisticamente di cambiare la condizione umana ma bisogna adattarsi realisticamente ad essa per conseguire l'utile.

Il difficile compito del Principe, tipica figura dell'individualismo titanico rinascimentale, sarà quello di utilizzare le sue doti realisticamente naturali di volpe e leone, non semplici metafore di astuzia e forza, per piegare la volontà degli uomini che, anch'essi, come gli esseri naturali, amano la libertà e, non perché moralmente malvagi, "sono ribelli e riottosi alle leggi", non tollerano cioè restrizioni alla loro egoistica ed istintiva libertà.
La "virtus" del sovrano medioevale, che governa per grazia di Dio e che a lui deve rispondere per la sua azione politica, era diretta anche a difendere i buoni e proteggere i deboli dalla malvagità.
Nel Principe nessuna considerazione morale né religiosa dovrà inficiare la sua azione spregiudicata e forte che mette in atto la sua "aretè" tesa a mettere ordine là dov'è il caos della politica italiana del '500.

## Leonardo e la ricerca della perfezione

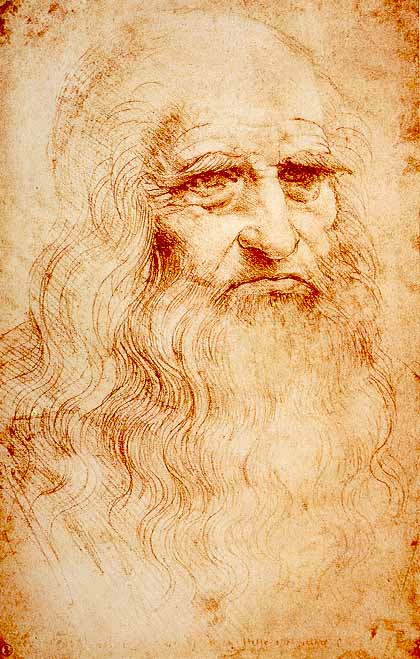
Autoritratto di Leonardo da Vinci, ca 1513, Torino, Biblioteca Reale.

L'età Rinascimentale non è comunque atea ma è pervasa da una religiosità naturale, Dio è nella natura che l'uomo vuole dominare ricorrendo al sapere o alla magia.
Questo spiega l'ansia di perfezione nell'indagine della natura che ha Leonardo da Vinci, prototipo dell'uomo rinascimentale con tutte le sue contraddizioni.
Leonardo vuole trovare Dio e conoscerlo nella perfezione della natura e dell'arte che la imita meravigliosamente.
Leonardo è affascinato dall'acqua e dall'aria, gli elementi mobilissimi e vitali da cui egli cerca di carpire il segreto vitale.
Per lo stesso motivo è affascinato dal perfetto meccanismo del corpo umano che studia, disseziona e disegna per scoprirne gli ingranaggi vitali.
Assiste alla morte senza sofferenze di un povero vecchio centenario nell'ospedale di Firenze, ma la sua umana pietà è sopraffatta dalla voglia di capire e subito dopo farà a pezzi quel corpo per scoprire i segreti di quella dolce morte.
Non è mai sazio di sapere e approfondire, gli sfugge la totale e perfetta sapienza che ormai non appartiene più solo a Dio ma può essere anche dell'uomo:
«et fu valentissimo in tirari et in edifizi d'acque, et altri ghiribizzi, né mai co l'animo suo si quietava, ma sempre con l'ingegno fabricava cose nuove.»
Ma la perfezione è irraggiungibile e la natura si ribella ai suoi tentativi. Vuole rendere eterno il suo affresco celebrante la battaglia d'Anghiari, ma lo ha appena terminato e i nuovi colori sperimentati non si asciugano, il suo lavoro gli si scioglie sotto gli occhi.

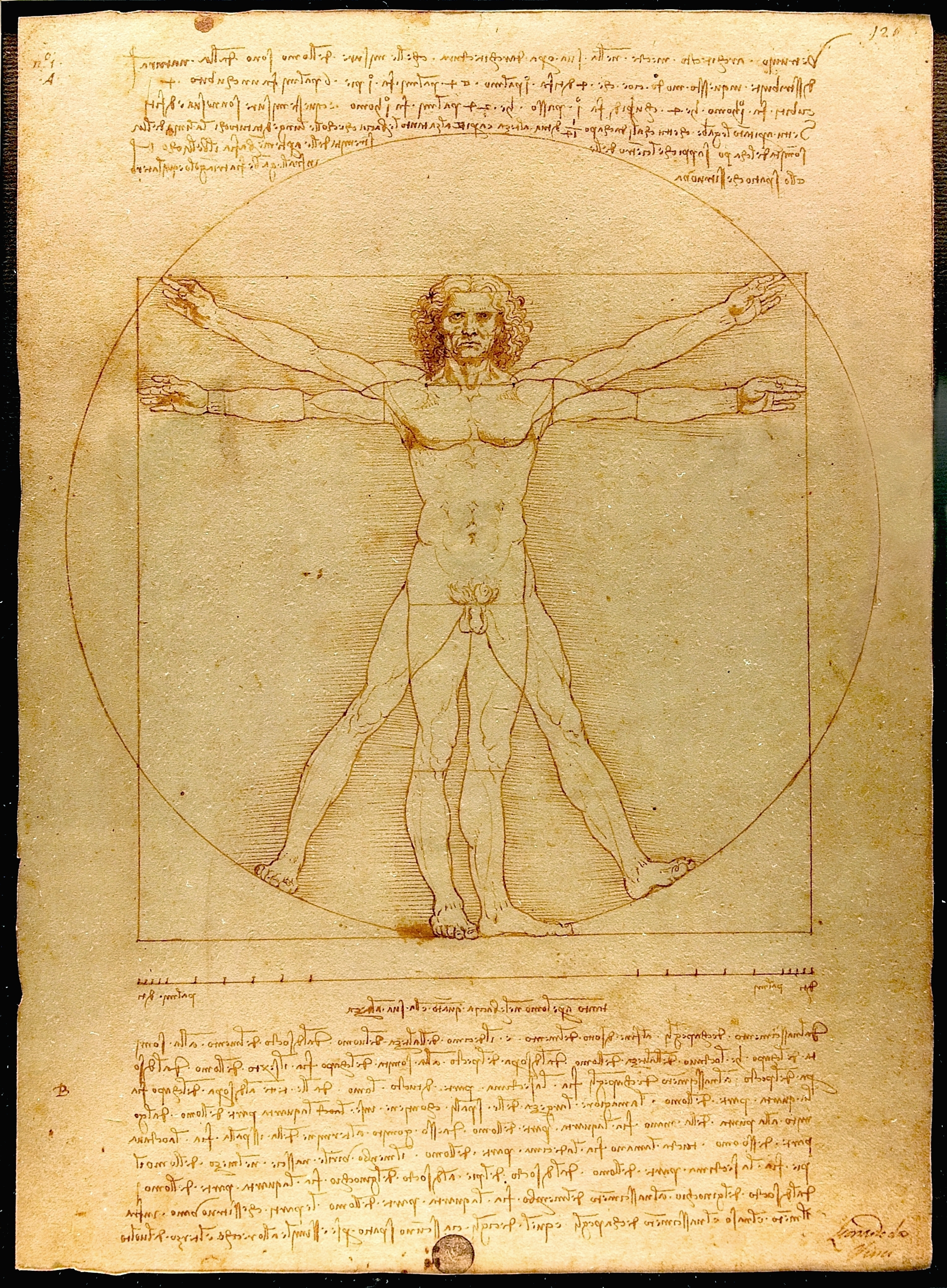
L'Uomo vitruviano di Leonardo da Vinci

«et operò di scultura, et in disegno passò di gran lunga tutti li altri. Hebbe bellissime inventioni, ma non colorì molte cose, perché si dice mai a sé medesimo avere satisfatto...».
Impiega mesi per realizzare il Cenacolo, che ritocca e cura con maniacale ossessione, ma quando è finalmente compiuto appaiono le prime crepe sull'affresco.
Porterà sempre con sé fino al suo ultimo viaggio in Francia alla corte del re, il piccolo dipinto della Gioconda, che sino all'ultimo ritoccherà: un'opera anche questa mai compiuta, mai perfetta.
Leonardo disperde in mille rivoli il suo genio e progetta grandi opere per il bene dell'umanità ma nello stesso tempo offre ai principi nuovi crudeli meccanismi di guerra da lui progettati.
«dalla natura per suo miracolo esser produtto dire si puote: la quale non solo della bellezza del corpo, che molto bene gli concedette, volse dotarlo, ma di molte rare virtù volse anchora farlo maestro.»
Il suo stesso corpo appare perfetto: si racconta della sua forza straordinaria ma Leonardo verrà accusato di non essere un uomo.
L'Uomo vitruviano è il simbolo di questa perfetta proporzione del corpo maschile ma rappresenta anche la solitudine dell'uomo nel cerchio del cosmo a cui aspira con tutto il suo corpo, quasi volendone toccarne gli estremi infiniti confini. L'uomo naturalisticamente finito che aspira al possesso dell'infinito. L'uomo che vuole farsi Dio. Questo è il dramma di Leonardo.
L'uomo microcosmo che si sovrappone al macrocosmo, il grande universo che agisce e influenza con i movimenti celesti la vita degli stessi uomini, come insegna la scienza occulta dell'astrologia.

## La nuova scienza: progressi e contraddizioni
I fenomeni naturali dirà Telesio vanno indagati e descritti non più con l'astrattezza dei principi logici aristotelici, ma "iuxta propria principia" (secondo i propri principi naturali).
Nella scienza aristotelica, secondo Bacone, i filosofi sarebbero stati come ragni che tessevano da sé stessi la propria tela di parole in cui si avvolgevano.
La scienza rinascimentale si vuole quindi liberare dal passato ma va ancora alla ricerca, sia pure nell'ambito della naturalità, di una sostanza primigenia così com'era nei filosofi della natura presocratici. Così Telesio respinge la visione della natura aristotelica, ma nello stesso tempo ritiene che tutti gli esseri naturali abbiano a fondamento sostanziale un comune sostrato: la materia.

La nuova scienza vuole essere moderna. «Le premesse per un vigoroso sapere scientifico erano così poste, anche se per lo più nuovo e vecchio continuano a coesistere e le nuove scoperte tecniche e scientifiche si mescolano con concezioni magiche ed astrologiche». Il clima scientifico culturale dominante nel secolo è molto più impregnato di magia e astrologia che non il medioevo cristiano per cui la magia, rimasta sopita durante il Medioevo, risorge proprio in questo periodo: 
(C. S. Lewis)
Il saper medioevale se da una parte non era esente da errori e superstizioni dall'altra era enciclopedico, armonioso, coordinato e orientato verso Dio inteso come culmine della verità, quadro che tiene assieme i vari saperi. Ragione e fede procedevano assieme.

Nel M.E. il papato e l'impero costituivano dei punti di riferimento ben saldi, e per alcuni, come per Dante, speranza d'ordine e di legalità universale.

Dopo Occam filosofia e teologia divengono autonome e anzi si contrastano.
L'idea di costituire un impero universale cristiano è abbandonata; salta il quadro di riferimento religioso, la cornice che tiene assieme il mosaico del sapere e della vita. Si smarrisce il senso della stabilità culturale e politica.
Le scienze diventano autonome e specialistiche, si perfezionano ma non comunicano più tra loro.
Il sapere e il gusto del bello appartiene ora a un'"élite" d'intellettuali che vivono alla corte del principe lontani da ogni contatto con la plebe rozza e ignorante alla quale, sostiene Bruno, bisogna nascondere una verità che non potrà mai capire e che è rischioso elargire.
Tutto si risolve nel singolo, nella individualità. Non a caso si diffonde nel Rinascimento la pedagogia di Comenio, una nuova scienza che mira a dare al bambino uno sviluppo completo della sua personalità.
Ogni uomo del Rinascimento tenderà a fare della sua vita un capolavoro, un pezzo unico, dalle proporzioni gigantesche come farà Michelangelo Buonarroti nella scultura e pittura, Il Principe di Machiavelli nella politica, Leonardo con il suo genio incompiuto.
Il Rinascimento italiano è quindi una mescolanza di progresso culturale ed artistico, ma anche un'epoca di forti contraddizioni. La nuova storia è sempre legata al passato. Ogni rivoluzione è il risultato di una lenta evoluzione che porta con sé le scorie di un tempo ormai trascorso da cui non ci si può completamente liberare.

### Rinascimento in Italia
- Rinascimento a Cesena
- Rinascimento emiliano
- Rinascimento ferrarese
- Rinascimento fiorentino
- Rinascimento lombardo
- Rinascimento mantovano
- Rinascimento napoletano
- Rinascimento padovano
- Rinascimento riminese
- Rinascimento romano
- Rinascimento siciliano
- Rinascimento umbro
- Rinascimento urbinate
- Rinascimento veneto
- Rinascimento veneziano

### Rinascimento in Europa
- Francia rinascimentale
- Rinascimento inglese
- Rinascimento tedesco
- Rinascimento spagnolo
- Pieno Rinascimento fiammingo e olandese